# Dennis Tinerino
Dennis Tinerino (geb. 23. Dezember 1945 in Brooklyn; gest. 7. Mai 2010 in Los Angeles) war ein amerikanischer Bodybuilder, der in den 1970er und 1980er Jahren bekannt wurde. Während dieser Zeit gewann er zahlreiche Bodybuilding-Wettbewerbe, darunter Mr. America, Mr. World und Mr. Universe. Er konkurrierte gegen einige der größten Namen im Bodybuilding, darunter Arnold Schwarzenegger.

## Leben
Dennis Tinerino wurde in Brooklyn, New York, als Kind italienisch-amerikanischer Eltern geboren. Bereits mit zwölf Jahren begann er zu trainieren, mit dem Ziel professioneller Bodybuilder zu werden, zunächst unter Anleitung seines Vaters, später unter dem erfolgreichen Bodybuilder Joe Abbenda.
Tinerino begann 1964 im Alter von 18 Jahren mit dem Wettkampf und gewann erste Wettbewerbe wie den Mr. Atlantic Coast und Mr. East Coast.
1967 wurde er Zweiter hinter Arnold Schwarzenegger beim Amateur Mr. Universe. Einen Titel, den er im darauffolgenden Jahr sowie 1975, 1980 und 1981 gewann. Sein letzter Wettkampf war 1982 Mr. Olympia, den er auf dem 14. Platz beendete.
Dennis Tinerino starb 2010 im Alter von 64 Jahren an Krebs.

### Erfolge (Auswahl)
- 1964 Mr. Atlantic Coast, 1. Platz
- 1964 Mr East Coast, 1. Platz
- 1964 Mr. Brooklyn, 1. Platz
- 1967 Mr. Universe, 2. Platz
- 1968 Mr. Universe, 1. Platz
- 1971 Mr. World, 1. Platz
- 1975 Mr. Universe, 1. Platz
- 1978 Mr. Natural America, 1. Platz
- 1980 Mr. Universe, 1. Platz
- 1981 Mr. Universe, 1. Platz